# Final da Copa Audi de 2011
A final da Copa Audi de 2011 foi realizada em 27 de julho de 2011 no Allianz Arena, em Munique, entre o Bayern de Munique, da Alemanha, e o Barcelona, da Espanha.

## Bayern de Munique
O Bayern de Munique se classificou para esta final ao vencer na partida semifinal a equipe italiana do Milan em 26 de julho, nos pênaltis por 5 a 3, após ter empatado no tempo normal por 1 a 1 com um gol de Toni Kroos. Zlatan Ibrahimović anotou o gol da equipe adversária.

## Barcelona
O Barcelona disputou esta final depois de vencer, na partida semifinal, a equipe brasileira do Internacional em 26 de julho, nos pênaltis por 4 a 2, após ter empatado no tempo normal por 2 a 2 com um gol de Thiago Alcântara e outro de Jonathan dos Santos. Para a equipe adversária marcaram Nei e Leandro Damião.

## Detalhes da partida
| 27 de julho | Barcelona       | 2 – 0  | Bayern de Munique | Allianz Arena, Munique                      |
| 15:45       | Thiago 41', 75' | Súmula |                   | Público: 66 000 Árbitro: ALE Wolfgang Stark |

| Bayern Munique | Barcelona |

| G             | 22 | Butt           |  |     |
| LD            | 13 | Rafinha        |  | 54' |
| Z             | 17 | Boateng        |  |     |
| Z             | 28 | Badstuber      |  | 46' |
| LE            | 26 | Contento       |  |     |
| V             | 30 | Luiz Gustavo   |  |     |
| V             | 23 | Pranjić        |  |     |
| MC            | 14 | Usami          |  |     |
| MC            | 27 | Alaba          |  | 67' |
| AT            | 11 | Olić           |  | 67' |
| AT            | 9  | Petersen       |  | 63' |
| Substitutos:  |    |                |  |     |
| V             | 44 | Tymoshchuk     |  | 46' |
| V             | 31 | Schweinsteiger |  | 54' |
| Z             | 33 | Mario Gómez    |  | 63' |
| Z             | 39 | Toni Kroos     |  | 67' |
| Z             | 25 | Thomas Müller  |  | 67' |
| Treinador:    |    |                |  |     |
| Jupp Heynckes |    |                |  |     |

| G               | 1  | Víctor Valdés |  | 46' |
| LD              | 18 | Dos Santos    |  | 79' |
| Z               | 16 | Busquets      |  | 75' |
| Z               | 24 | Fontàs        |  |     |
| LE              | 19 | Maxwell       |  | 55' |
| V               | 15 | Keita         |  |     |
| MC              | 8  | Iniesta       |  | 60' |
| MC              | 4  | Thiago        |  |     |
| AT              | 7  | Villa         |  | 85' |
| AT              | 17 | Pedro         |  | 60' |
| AT              | 21 | Soriano       |  |     |
| Substitutos:    |    |               |  |     |
| G               | 13 | Pinto         |  | 46' |
| LE              | 30 | Jeffrén       |  | 55' |
| M               | 20 | Afellay       |  | 60' |
| MC              | 14 | Riverola      |  | 60' |
| AT              | 29 | Cuenca        |  | 66' |
| Z               | 4  | Piqué         |  | 75' |
| V               | 27 | Carmona       |  | 79' |
| Z               | 23 | Armando       |  | 85' |
| Treinador:      |    |               |  |     |
| Josep Guardiola |    |               |  |     |

## Premiação
| Copa Audi de 2011             |
| Espanha                       |
| ----------------------------- |
| Barcelona Campeão (1º título) |

## Estatísticas
| Bayern de Munique |                   | Barcelona |
| ----------------- | ----------------- | --------- |
| 0                 | Gols              | 2         |
| 8                 | Chutes            | 10        |
| 37,2              | Posse de bola (%) | 62,8      |
| 53,8              | Desarmes (%)      | 46,2      |
| 2                 | Escanteios        | 3         |
| 4                 | Impedimentos      | 6         |
| 12                | Faltas            | 9         |
| 105,9             | Distância (km)    | 108,8     |